# Anne Doukas
Anne Doukas ou Anne Ange (morte le 4 janvier 1286), connue également sous le prénom d’Agnès, fut princesse-consort de la principauté d'Achaïe entre 1258 et 1278 ainsi que régente entre 1259-1262 durant la captivité de son mari, le prince Guillaume II de Villehardouin, par l’empereur byzantin Michel VIII Paléologue. À la suite du décès de Guillaume en 1278, elle se remaria avec le puissant baron Nicolas II de Saint-Omer.

## Vie
Anne était la fille du dirigeant de l’Épire, Michel II Doukas (r. 1230 – 1268) et de sa femme, la sainte Théodora Pétraliphaina.

### Mariage avec Guillaume II de Villehardouin
En 1258, elle se maria avec le prince d’Achaïe, Guillaume II de Villehardouin, à Patras tandis que sa sœur Héléna épousa le roi de Sicile, Manfred de Hohenstaufen. Ces mariages étaient une partie d’un réseau d’alliances dirigés contre l’empire de Nicée dont l’expansion territoriale menaçait à la fois les intérêts du dirigeant épirote, qui revendiquait l’héritage impérial byzantin pour lui-même, et la simple existence de la Francocratie. Les manœuvres diplomatiques et militaires qui suivirent menèrent à la défaite ultérieure de l’alliance épiro-latine à la bataille de Pélagonia,.
Le prince Guillaume et la plupart de ses barons furent capturés durant la bataille. Jusqu’à la libération de son mari, Anne gouverna la principauté au nom de celui-ci avec l’assistance du duc d’Athènes, Guy Ier de La Roche. L’empereur de Nicée, Michel VIII Paléologue, offrit de libérer Guillaume et ses nobles et de leur fournir de confortables conditions de détention en échange de la transmission de la principauté. Guillaume refusa jusqu’à la reconquête de Constantinople (en). Au début de 1262, Villehardouin fut libéré en échange des forteresses de Mistra, de Monemvasia et du Grand-Magne, et de son allégeance au Paléologue ; accord qui fut ratifié par le « Parlement des Dames » à Nikli, présidé par Anne,. 

### Mort de Guillaume II et second mariage
Anne était la 2e épouse de Guillaume dont le premier mariage était resté stérile, mais elle lui donna deux filles : Isabelle et Marguerite. Après le décès de Guillaume II en 1278, par le traité de Viterbe, la principauté passa entre les mains du roi de Sicile Charles Ier d'Anjou. Anna hérita du domaine propre des Villehardouin, la baronnie de Kalamata et de la forteresse de Chlemoútsi, qu’elle avait reçu en dot de Guillaume. Elle devient également la tutrice de la plus jeune de ses filles, Marguerite, lorsqu'Isabelle fut mariée au fils de Charles, Philippe de Sicile (en), et où elle demeura après la mort de celui-ci en 1277.
En 1280, Anne se remaria avec le riche seigneur de Thèbes, Nicolas II de Saint-Omer. Cela inquiéta le roi Charles qui était inquiet de voir Chlemoutsi, le plus puissant château de l’Achaïe, et Kalamata, qui comprenait quelques-unes des terres les plus fertiles de la principauté, entre les mains d’un puissant vassal. Ainsi, après des négociations, Anne échangea en 1282 ses possessions contre d’autres terres en Messénie. Le mariage avec Nicolas resta sans postérité. Lorsqu’elle mourut le 4 juin 1286, elle fut enterrée au côté de son premier mari au sein de l’église de saint Jacques à Andravída,.

## Sources
- Antoine Bon, La Morée franque. Recherches historiques, topographiques et archéologiques sur la principauté d'Achaïe, Paris, De Boccard, 1969 (OCLC 869621129, lire en ligne)
- (en) Deno John Geanakoplos, Emperor Michael Palaeologus and the West, 1258–1282: A Study in Byzantine-Latin Relations, Cambridge (Massachusetts), Harvard University Press, 1959 (OCLC 1011763434, lire en ligne)
- Ruth Macrides, George Akropolites: The History – Introduction, Translation and Commentary, Oxford, Oxford University Press, 2007 (ISBN 978-0-19-921067-1, lire en ligne)
- (de) Erich Trapp, Rainer Walther et Hans-Veit Beyer, « Prosopographisches Lexikon der Palaiologenzeit », dans {{Article encyclopédique}} : paramètre encyclopédie manquant, vol. 1, Vienne, Verlag der Österreichischen Akademie der Wissenschaften, 1976 [[[ |détail de l’édition]]] (ISBN 3-7001-3003-1)